# Фецень (Димбовіца)
Фецень, Фецені (рум. Fețeni) — село у повіті Димбовіца в Румунії. Входить до складу комуни Валя-Маре.
Село розташоване на відстані 78 км на північний захід від Бухареста, 24 км на південний захід від Тирговіште, 122 км на північний схід від Крайови, 102 км на південь від Брашова.

## Населення
За даними перепису населення 2002 року у селі проживали 111 осіб, усі — румуни. Усі жителі села рідною мовою назвали румунську.